# Ахмадов Хута Адланович
Ху́та (Абдуррахма́н) Адла́нович Ахма́дов (чеч. Ӏадлани ВоӀ ХутӀа; 26 вересня 1972, Урус-Мартан, Чечено-Інгушська АРСР, СРСР — 5 вересня 1999, Новолакське, Дагестан, Росія) — чеченський польовий командир, моджахед,  близький друг аміра Хаттаба. Учасник Першої російсько-чеченської війни в 1994—1996 роках; до цього воював в Афганістані та Таджикистані  на боці афганських моджахедів. Загинув від влучання кулі снайпера в око 5 вересня 1999 року .

## Біографія

### Ранні роки
Народився в багатодітній чеченській родині в місті Урус-Мартан . Виходець із тайпу Гендарганой. Перед розпадом Радянського Союзу разом із сім'єю проживав у Калмикії.

### Становлення
У 1989 році проходив службу у Збройних силах СРСР, був направлений у складі обмеженого контингенту військ до Афганістану. У тому ж році перейшов на бік афганських моджахедів, після чого до 1993 року боровся в лавах підрозділів Хаттаба в Афганістані та Таджикистані .

### Перша російсько-чеченська війна
З початком Першої російсько-чеченської війни — активний учасник бойових дій на боці Збройних сил Чеченської Республіки Ічкерія.

Російський військовослужбовець, який був учасником під час Боїв за Грозний 1996 року, розповідав:
 Їхній командир Абдурахман вирішив з нами поговорити. Нас почали переконувати, що рано чи пізно вони займуть цей підвал, і вистачить їм однієї протитанкової гранати. У нас хлопці й так усі контужені були, й однієї гранати бойовиків нам цілком вистачило б. Ми вирішили спробувати хоча б через полон «доповзти» до наших. Залишили свої автомати, тим більше, що патронів уже не було, і вийшли нагору. Абдурахман своє слово дотримав, нас ніхто пальцем не чіпав. Офіцер, у якого «дах поїхав», на виході з підвалу пустив собі кулю у скроню. — Андрій Кузьмінов — Журнал «Солдат удачі» № 11 / 1996 р.
Оригінальний текст (рос.)
Их командир Абдурахман решил с нами поговорить. Нас начали убеждать, что рано или поздно они займут этот подвал, и хватит им для этого одной противотанковой гранаты. У нас ребята и так все контуженые были, и одной гранаты боевиков для нас вполне хватило бы. Мы приняли решение попробовать хотя бы через плен «доползти» до наших. Оставили свои автоматы, тем более что патронов уже не было, и вышли наверх. Абдурахман свое слово сдержал, нас никто пальцем не тронул. Офицер, у которого «крыша поехала», на выходе из подвала пустил себе пулю в висок. 

### Дагестанська війна
У 1999 році брав участь у Вторгненні до Дагестану, організованому Багаутдіном Магомедовим.
Згадуючи ці події, Шаміль Басаєв відзначав:
Ми зібралися, всі командири, багато зібралося, нараду зробили — маджліс, і вирішили, що це наш обов'язок — допомогти їм, і ми пішли. На другий день, був Ахмадов Хута, гарний муджахид, амір, з ним ми вдвох поїхали, маскувальні халати одягли, спустилися вниз, пости там міліцейські були, ми їх перевірили, шляхи, дороги, все облазили, всі в них розвідали і вже на третій день ми туди зайшли.
 — Інтерв'ю Шаміля Басаєва Андрію Бабицькому, показане американським каналом АВС 28 липня 2005
Оригінальний текст (рос.)
Мы собрались, все командиры, много собралось, совещание сделали – маджлис, и решили, что это наш долг – им помочь, и мы пошли. На второй день, был Ахмадов Хута, хороший муджахид, амир, с ним мы вдвоем поехали, маскировочные халаты одели, спустились вниз, посты там милицейские были, мы их проверили, пути, дороги, все облазили, все у них разведали и уже на третий день мы туда зашли.

### Смерть
Хута Ахмадов загинув 5 вересня 1999 року поблизу чеченського села Боні-Евла (нині Новолакське у складі Республіки Дагестан) в результаті влучення кулі снайпера в око . Стверджували, що цей постріл снайпера було здійснено під час переговорів. Згідно з книгою «Дагастанське Досьє», на помсту за вбивство Хути Ахмадова його брати наказали знищити всіх причетних до цього факту, після чого відбулася Тухчарська різанина .